# لیندهورست (اوهایو)
لیندهورست(به انگلیسی: Lyndhurst) شهری در ایالت اوهایو کشور ایالات متحده آمریکا است که جمعیت آن در سرشماری سال ۲۰۱۰ میلادی، ۱۴٬۰۰۱ نفر بوده‌است.